# هاتون واسی
هاتون واسی (به اسپانیایی: Hatun Wasi) یک کوه در پرو است که در Peru, Apurímac Region واقع شده‌است. هاتون واسی ۳٬۸۰۰ متر بالاتر از سطح دریا واقع شده‌است.